# Kanton Saint-Avold-2
Saint-Avold-2 is een voormalig kanton van het Franse departement Moselle. Het kanton maakte deel uit van het arrondissement Forbach.
Op 1 januari 2015 werd het kanton opgeheven en de gemeenten werden opgenomen in een nieuw kanton Saint-Avold, met uitzondering van de gemeente Hombourg-Haut, dat werd opgenomen in het aangrenzende kanton Freyming-Merlebach.

## Gemeenten
Het kanton Saint-Avold-2 omvatte de volgende gemeenten:
- Carling
- Hombourg-Haut
- L'Hôpital
- Lachambre
- Macheren
- Saint-Avold (deels, hoofdplaats)